# Chiesa di Santa Maria della Lettera
La chiesa di Santa Maria della Lettera è una delle chiese monumentali di Napoli site nel centro storico; precisamente, fa parte del cinquecentesco complesso urbanistico dei Quartieri Spagnoli. L'edificio di culto è contiguo alla chiesa dei Santi Francesco e Matteo.

## Storia e descrizione
Da quanto pervenuto circa la storia della struttura in oggetto, si sa che venne rimaneggiata ad opera di Giovanna d'Austria, figlia di un noto comandante d'oltralpe, che ne fece poi dono ai padri Teatini e ad un convalescenziario. Successivamente, nel 1646, sua figlia Margherita, promesse altri interventi che videro protagoniste le strutture portanti dell'edificio, che proprio in questo periodo acquisirono le loro forme definitive.
Altri piccoli ritocchi si ebbero nell'anno 1732, a seguito del terremoto che investì la città. Nel 1735, invece, ad opera di Andrea Tramontano, fu realizzata la decorazione a stucco della navata. Nel 1824, la chiesa perse il suo convento che fu adibito ad abitazioni private.
La facciata, in degrado, si presenta compatta e severa: la parte inferiore è aperta da un semplice portale, sormontato da un bassorilievo e, più in alto, da un loggiato architravato, di gusto classico, chiuso da un frontone.
Presso un palazzo cinquecentesco situato nelle vicinanze della chiesa si trova un'edicola sacra di stampo barocco; fu realizzata su commissione della congrega di Santa Maria della Lettera nei primi decenni del XVIII secolo.